# サイバードラモン
サイバードラモンは
1. デジタルモンスターシリーズに登場する架空の生命体・デジタルモンスターの一種。
2. テレビアニメ・『デジモンテイマーズ』および『デジモンクロスウォーズ』の登場人物。

## 概要
デジモンペンデュラム5.5で初登場し、秋山リョウのパートナーモノドラモンから進化する。

## 種族としてのサイバードラモン
特殊ラバー装甲に身を包むサイボーグ型デジモン。モノドラモンの完全体。
ウィルスを駆除（消去）することを使命とするが、ウィルスバスターズに属さない孤高の戦士。
なお、性格はかなり凶暴で、扱うのは非常に難しい。

### 基本データ
- 世代/完全体
- タイプ/サイボーグ型
- 属性/ワクチン
- 必殺技/イレイズクロー
- 得意技/サイバーネイル
- 勢力/メタルエンパイア

2008年1月25日にデジモンウェブのデジモン図鑑に追加され、詳細設定が判明した。
必殺技
イレイズクロー
交差した両腕から構成データを破壊する超振動波を出して敵の周囲の空間ごと消し去ってしまう。この攻撃を受けると、デジタルデータの一片も残せず消滅してしまう。

### 2010アニメ版
- 世代/完全体（クロスウォーズ）
- タイプ/エイリアン型
- 属性/ワクチン
- 必殺技/イレイザークロー、グラットンファング、サイバーブレーダー、デスディバイダー

アニメ『デジモンクロスウォーズ』で初登場。
その言語および思考回路も通常のデジモンとは異なる異世界からやって来たとされる正体不明のデジモン。非常に凶暴かつ好戦的な性格で、他のデジモンとは極端に違うその性質からこのサイバードラモンとコミュニケーションを取ることは基本的に不可能とも言われ、ただ大量のエネルギーを得るために他のデジモンを捕食し続けている。また、体表面を周囲の景色と同化させることで姿を隠すことも出来る。予測の難しいトリッキーな動きで敵を翻弄して、変則的な技で一撃を与える奇襲を得意とする。武器は槍である「ツインランサー」（玩具「デジモンクロスフィギュアシリーズ」より）。
シルエットこそオリジナルに似ているものの各部のデザインは有機的なものに変更されており、背景設定もかなり違っている。
2010年12月17日にデジモンウェブのデジモン図鑑に追加され、詳細設定が判明し、さらに2020年10月2日に世代・属性が判明した。
必殺技
イレイザークロー
公式設定では技の説明は無かったが、アニメ『デジモンクロスウォーズ～悪のデスジェネラルと七つの王国～』では第10話（通算第40話）で使用。その時は両手の爪を長く伸ばして突き刺す攻撃になっている。
グラットンファング
胸から突然肋骨を伸ばして敵を串刺しにする。
アニメ『デジモンクロスウォーズ』では第12話で初使用（ただし、技の表記は無い）。第2期『悪のデスジェネラルと七つの王国』では第10話（通算第40話）で技名がようやく表記された。
サイバーブレーダー
回転する尾に乗って回りながら手にした槍で敵を切り裂く。
アニメ『デジモンクロスウォーズ』では第21話で初使用。第2期『悪のデスジェネラルと七つの王国』では第10話（通算第40話）で使用。
デスディバイダー
槍を軸に回転して尾で攻撃する。
アニメ『デジモンクロスウォーズ』では第13話で初使用し、以降は第2期でも何度か使用されている。第24話（通算第54話、第2期最終話）ではドラコモンとクロスした姿（英語版ではサイバードラコモンという名称になっている）でも使用している。

### X抗体版
- 世代/完全体
- タイプ/サイボーグ型
- 属性/ワクチン
- 必殺技/イレイザークロー、エクストリームテイラー

X抗体を得たことでX-進化を遂げたサイバードラモン。頭から足まで全身を覆う特殊ラバー装甲が磨かれたような美しさを持つ硬質なものへと変化した。その動きには無駄が無く、気づかれないよう静かに移動して標的であるウィルス種のデジモンを殲滅する。
2019年10月29日にデジモンウェブのデジモン図鑑に追加され、詳細設定が判明した。
必殺技
エクストリームテイラー
羽に充填したワクチンエネルギーを尻尾から圧縮して放つ。

## 登場人物としてのサイバードラモン
- デジモンテイマーズ - 秋山遼のパートナー・モノドラモンの完全体として登場。声は世田壱恵。遼は彼が暴走しないよう、アークから光の鞭のような物で制御していた。後にジャスティモンに進化する。
- デジモンクロスウォーズ - 蒼沼キリハ率いるブルーフレア所属のデジモンとして登場。声は草尾毅（日本語版）、ニール・キャプラン（英語版）。設定とは違って人間であるキリハの忠実な配下として行動している。技の名前を叫ぶ以外、台詞はほとんど無い。第3期を除き何度か登場している。
- デジモンクロスウォーズ (漫画) - アニメ版と同じ設定だが、並のデジモンよりもはるかに思考能力が高く思考システムが異なっているため意思疎通が困難であるが、強者を求めてさまよっていた際、グレイモンに目を付け三日三晩殴りあった結果グレイモンとなんとなく意思の疎通が可能になりブルーフレアに加入した。本編では第8話から第10話まで登場しそれ以降は出番が無くなったが、第21話（最終話）の扉絵では登場している。
- デジモンアドベンチャー: - 第28話に登場。姿は『クロスウォーズ』版の個体である。光子郎とテントモンの前に大群で現れるも、地上にいるデッカードラモンの「デッカードランチャー」で攻撃され、撃墜した少数が捕食される。